# Weiße Rose

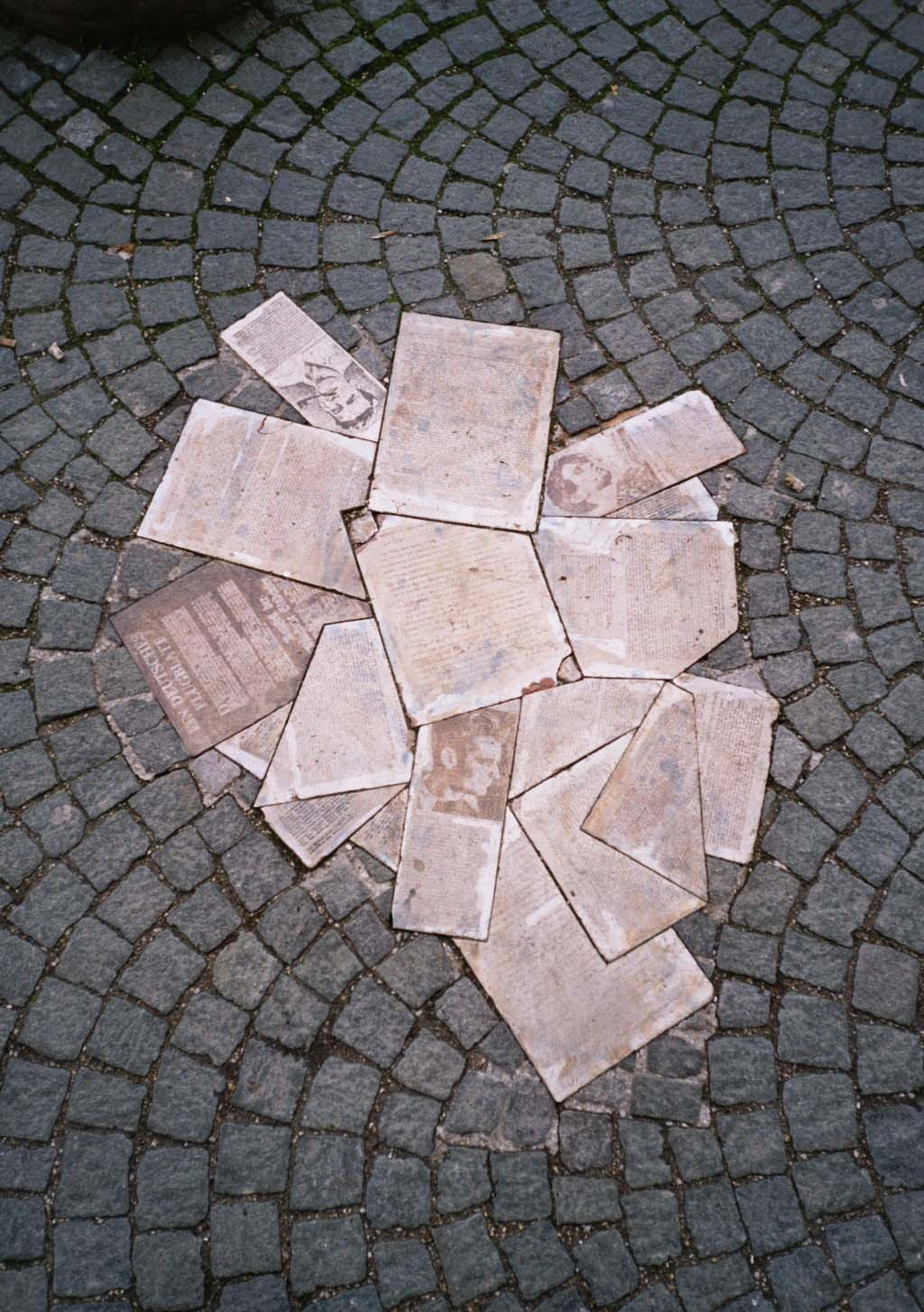
Mahnmal für die „Weiße Rose“ vor der Ludwig-Maximilians-Universität München (Teilansicht)

Weiße Rose nannte sich eine hauptsächlich von Studenten getragene, von München aus agierende deutsche Widerstandsgruppe gegen die nationalsozialistische Diktatur, die sich wesentlich auf christliche und humanistische Werte aus der Tradition der bündischen Jugend berief. Sie entstand während des Zweiten Weltkriegs, ab Juni 1942 auf Initiative eines Freundeskreises um Hans Scholl und Alexander Schmorell. Die Gruppe verfasste, druckte und verteilte auf verschiedenen klandestinen Verbreitungswegen zunächst in der Region München selbst, später über Kuriere auch in einigen anderen Städten des NS-Staates – vor allem in Süddeutschland – insgesamt sechs Flugblätter in unterschiedlicher, tendenziell steigender Auflage von zuletzt bis zu 9000 Exemplaren. In diesen Veröffentlichungen thematisierten sie Verbrechen des Regimes und riefen zum Widerstand gegen den Nationalsozialismus auf. Nach dem Ende der Schlacht von Stalingrad bemalten ihre Mitglieder in nächtlichen Aktionen zusätzlich auch öffentliche Fassaden in München mit Parolen gegen Hitler und die NS-Herrschaft. Zwischen Ende Februar und April 1943 wurde sie mit der Enttarnung, Verhaftung und schließlich dem Justizmord an ihren prägenden Mitgliedern nach Todesurteilen des sogenannten „Volksgerichtshofes“ zerschlagen.
Heute gilt die Weiße Rose als bekanntestes und symbolgebendes Beispiel für den studentisch-bürgerlichen Widerstand gegen das NS-Regime innerhalb Deutschlands; in einem darüber hinausgehenden Sinn steht sie für moralische Lauterkeit, Mut (Zivilcourage) und Opferbereitschaft im Einsatz für humanistisch-demokratische Ideale vor dem Hintergrund einer totalitären Diktatur. Im Zuge der Aufhebung von NS-Unrechtsurteilen sind alle Urteile des „Volksgerichtshofs“ als Werkzeug der NS-Diktatur gesetzlich als nichtig erkannt.

## Name
Die Herkunft des Namens Weiße Rose – abgeleitet von der Überschrift Die Weiße Rose über den ersten vier Flugblättern der Gruppe – ist ungeklärt. Einige sehen einen Bezug zum Buch Die weiße Rose von B. Traven. Nach seiner Verhaftung am 18. Februar 1943 gab Hans Scholl an, den Namen „willkürlich gewählt“ zu haben:

„Zurückkommend auf meine Schrift ‚Die Weiße Rose‘ möchte ich […] folgendes erklären: Der Name ‚Die Weiße Rose‘ ist willkürlich gewählt. […] Es kann sein, daß ich gefühlsmäßig diesen Namen gewählt habe, weil ich damals unmittelbar unter dem Eindruck der spanischen Romanzen von Brentano ‚Rosa Blanca‘ gestanden habe. Zu der ‚Weißen Rose‘ der englischen Geschichte bestehen keine Beziehungen.“

Der Aussagewert dieser Verhörsituation ist jedoch unklar; möglicherweise wollte Scholl seine Motive geheim halten, um die anderen Mitglieder der Gruppe zu schützen. Als sicher kann gelten, dass Hans Scholl das Buch von Traven kannte und schätzte. In einem Brief vom 27. Juni 1938 an seine Schwester Inge hatte Hans Scholl geschrieben:

„In meiner Brusttasche trage ich die Knospe einer Rose. Ich brauche diese kleine Pflanze, weil das die andere Seite ist, weit entfernt von allem Soldatentum und doch kein Widerspruch zu dieser Haltung.“

Das Symbol der weißen Rose könnte auch von der Kirschblüte beeinflusst worden sein, einem Symbol der Deutschen Jungenschaft vom 1. November 1929, der Hans und Sophie Scholl angehörten. Möglicherweise geht der Name auf die Zeichnung einer weißen Rose auf einer Postkarte aus dem Verlag Max Baur zurück. Dies veranlasste im Oktober 1941 den Soldaten Fritz Rook zu einem Text darüber, was eine weiße Rose für ihn bedeutet. Dieser Text wiederum gefiel Alexander Schmorell so gut, dass er die Adressatin, Lilo Ramdohr, bat, diesen kopieren zu dürfen, um ihn Hans Scholl zu zeigen. Darin heißt es:

„Gestern am späten Abend schaute ich auf die weiße Rose. Man sagt, weiße Blumen seien für die Toten - aber Tod, Liebe und Jugend sind eins. […] Deshalb ist auch gerade die weiße Rose, in ihrem Duft und ihrer zarten Reinheit, Sinnbild ewiger Jugend. […] Ich verschenke so gern weiße Blumen (und alle Christen bekreuzigen sich dazu).“

## Mitglieder
Den inneren Kreis der Weißen Rose bildeten die beiden Geschwister Hans und Sophie Scholl, Alexander Schmorell, Christoph Probst, Willi Graf sowie der Universitätsprofessor Kurt Huber.

Mitglieder der Weißen Rose
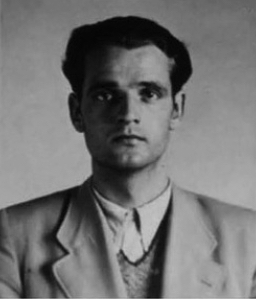
Hans Scholl
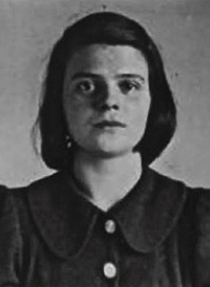
Sophie Scholl
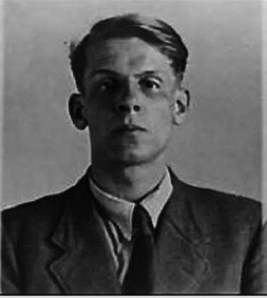
Christoph Probst
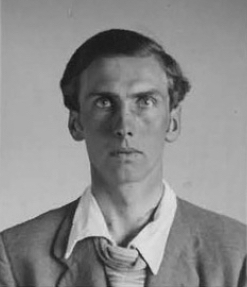
Alexander Schmorell
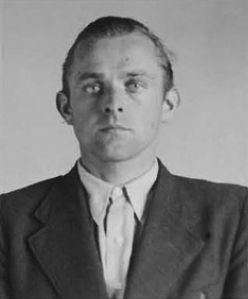
Willi Graf
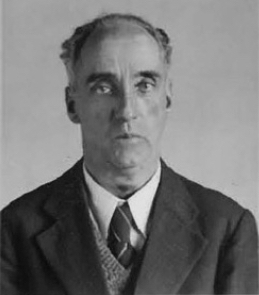
Kurt Huber

Schmorell und Probst kannten sich bereits ab 1935, als beide auf dasselbe Gymnasium gingen. Sie studierten später in München Medizin. 1941 lernte Hans Scholl im Medizinstudium Schmorell kennen. 1942 kamen Sophie Scholl und Willi Graf nach München zum Studium und Hans Scholl lernte Kurt Huber persönlich kennen.
Darüber hinaus gab es Personen, die die Gruppe aktiv unterstützen, oder Mitwisser, die von der Gruppe wussten sie aber nicht verrieten, oder Personen die Einfluss auf sie hatten oder mit ihnen befreundet waren.

## Prägende Einflüsse
Aus den Flugblättern, erhaltenen Dokumenten und Erinnerungen von Zeitzeugen hat die Geschichtsforschung ein differenziertes Bild der Gründe und Motive der Beteiligten herausgearbeitet. In ihrem 1952 erstmals erschienenen, viele Male aufgelegten Gedenkbuch Die weiße Rose zeichnet Inge Scholl ein idealisiertes Bild ihrer Geschwister und deren Freunde, das die Erinnerung an die Weiße Rose wachhielt und prägte, aber auch die Möglichkeit der Mythenbildung nicht ausschloss. Die historische Aufarbeitung der teils erst nach Jahrzehnten zugänglich gewordenen Informationen zu Einzelschicksalen erlaubt es, die geistige Suche und Entwicklung junger Menschen, ihre individuellen Motive und Wege hin zum widerständigen Handeln innerhalb der kurzen Zeitspanne ihres Lebens und den wenigen Monaten ihres aktiven Widerstands annähernd nachzuzeichnen.

### Bürgerlicher Humanismus
Die Beschäftigung mit Literatur, Kunst und Musik war in den akademischen Gesellschaftskreisen der Beteiligten selbstverständlich; als Studenten war ihr geistiger Horizont weit: Sie besuchten regelmäßig Konzerte in München, Willi Graf sang im Münchener Bachchor. Jede und jeder für sich las nahezu täglich Autoren des „klassischen“ Bildungskanons, darunter Goethe, Shakespeare, Dostojewski, Tolstoi und Puschkin. Während des Fronteinsatzes lenkten sich die Medizinstudenten im August 1942 mit Adalbert Stifters Der Nachsommer ab. Willi Graf war stark beeindruckt von den Werken Ernst Jüngers und freute sich, als er im November 1942 ein Exemplar der im gleichen Jahr erschienenen Gärten und Straßen erhielt. Hans Scholl schätzte die Werke Ernst Wiecherts und nahm Anteil an dessen Schicksal. Kurt Huber beendete sein Schlusswort des Angeklagten vor dem „Volksgerichtshof“ mit einem Zitat von Fichte. In den Flugblättern berufen sich die Verfasser auf Schiller und Goethe, Laozi, Aristoteles, sowie auf das biblische Buch der Sprichwörter und Novalis und damit auf die christliche und abendländische Kultur.

„Wenn jeder wartet, bis der Andere anfängt, werden die Boten der rächenden Nemesis unaufhaltsam näher und näher rücken, dann wird auch das letzte Opfer sinnlos in den Rachen des unersättlichen Dämons geworfen sein. Daher muß jeder einzelne seiner Verantwortung als Mitglied der christlichen und abendländischen Kultur bewußt in dieser letzten Stunde sich wehren so viel er kann.“

Die Verfasser zeigen den grundsätzlichen Gegensatz auf zwischen der humanistischen Tradition und der in Wahrheit „ungeistig[en]“ und verlogenen nationalsozialistischen Ideologie.

„Man kann sich mit dem Nationalsozialismus geistig nicht auseinandersetzen, weil er ungeistig ist. Es ist falsch, wenn man von einer nationalsozialistischen Weltanschauung spricht, denn, wenn es diese gäbe, müßte man versuchen, sie mit geistigen Mitteln zu beweisen oder zu bekämpfen – die Wirklichkeit aber bietet uns ein völlig anderes Bild; schon in ihrem ersten Keim war diese Bewegung auf den Betrug des Mitmenschen angewiesen, schon damals war sie im Innersten verfault und konnte sich nur durch die stete Lüge retten.“

Für sich allein betrachtet, kann die distanzierte Haltung bürgerlich humanistisch geprägter Intellektueller unter Berufung auf Versatzstücke klassischer literarischer Bildung als abgehoben und elitär missverstanden werden. Schon das zweite Flugblatt prangert – als eines der wenigen bekannten Dokumente des deutschen Widerstands – offen den Mord an den Juden und die planmäßige Vernichtung der polnischen Elite im deutsch besetzten Polen als Ausdruck des umfassend verbrecherischen Charakters des Regimes an. Unbegreifliche allgemeine Trägheit habe diese Verbrechen ermöglicht und befördert.

„nur als Beispiel wollen wir die Tatsache kurz anführen, die Tatsache, daß seit der Eroberung Polens dreihunderttausend Juden in diesem Land auf bestialische Art ermordet worden sind. Hier sehen wir das fürchterlichste Verbrechen an der Würde des Menschen, ein Verbrechen, dem sich kein ähnliches in der ganzen Menschengeschichte an die Seite stellen kann. […]
Warum verhält sich das deutsche Volk angesichts all dieser scheußlichsten, menschenunwürdigsten Verbrechen so apathisch? Kaum irgendjemand macht sich Gedanken darüber. Die Tatsache wird als solche hingenommen und ad acta gelegt. Und wieder schläft das deutsche Volk in seinem stumpfen, blöden Schlaf weiter und gibt diesen faschistischen Verbrechern Mut und Gelegenheit weiterzuwüten – und diese tun es.“

Die Flugblätter stellen der humanistischen eine moralische Sichtweise zur Seite: Wer sich nur heraushält, macht sich schuldig:

„Und nicht nur Mitleid muß er empfinden, nein, noch viel mehr: Mitschuld. Denn er gibt durch sein apathisches Verhalten diesen dunklen Menschen erst die Möglichkeit, so zu handeln, er leidet diese „Regierung“, die eine so unendliche Schuld auf sich geladen hat, ja, er ist doch selbst schuld daran, daß sie überhaupt entstehen konnte! Ein jeder will sich von einer solchen Mitschuld freisprechen, ein jeder tut es und schläft dann wieder mit ruhigstem, bestem Gewissen. Aber er kann sich nicht freisprechen, ein jeder ist schuldig, schuldig, schuldig!“

### Jugendbewegung
Zu Beginn des 20. Jahrhunderts hatte die Jugendbewegung großen Einfluss auf junge Deutsche. Kerngedanken der Bewegung waren gesundes Leben in der Natur, Rückbesinnung auf ältere kulturelle Traditionen, vor allem aber ungebundenes Denken und eine unabhängige Einstellung. Natur, Brüderlichkeit und gemeinsam bestandene Abenteuer waren wichtige Themen. Teil dieser Bewegung war die Deutsche Jungenschaft vom 1. November 1929, abgekürzt d.j.1.11, 1929 von Eberhard Koebel gegründet. Hans Scholl gehörte ihr seit 1934 an. Christoph Probst war Mitglied der Jugendbewegung, Willi Graf hatte sich der illegalen katholischen Jugendbewegung Neudeutschland und dem Grauen Orden angeschlossen. Sein Fahrtenname war „nurmi“. Die Jugendorganisationen der NSDAP übernahmen nach außen hin die Sitten und Bräuche der Jugendbewegung, nutzten sie aber für ihre NS-Propaganda und machten die Mitgliedschaft zur Pflicht. Während sich Willi Graf, Otl Aicher oder Heinz Brenner geweigert hatten, der Hitlerjugend beizutreten, waren Hans und Sophie Scholl erst einmal, gegen die Überzeugung ihrer Eltern, begeisterte Mitglieder der „Hitlerjugend“ und des „Bund Deutscher Mädel“. 1936 wurden alle Jugendorganisationen außerhalb der Partei aufgelöst und verboten. Sowohl Hans Scholl als auch Willi Graf wurden 1937 und 1938 wegen „bündischer Umtriebe“ in Haft genommen und verhört.
Jugendbewegte Gefühle, die Verehrung Dostojewskis, Tolstois, Puschkins sowie die Rußlandromantik der Fahrtenlieder äußern sich während der „Frontfamulatur“ im Sommer 1942 im freundlichen und offenen Umgang mit russischen Einwohnern und Kriegsgefangenen:

„Am Abend hören wir russische Lieder bei einer Frau, die im Lager arbeitet. Wir sitzen im Freien, hinter den Bäumen geht der Mond auf, die Strahlen fallen in die Zwischenräume der Baumreihen. Es wird kühl, die Mädchen singen zur Gitarre, wir versuchen die Bässe zu summen. Es ist schön so, man spürt Rußlands Herz, das wir lieben.“

„Ich kenne einen alten ergrauten Fischer, diesen habe ich zum Freund. […] Außerdem habe ich hier im Lager mit Kriegsgefangenen und einigen russischen Mädchen einen Chor zusammengestellt.“

### Christentum
Der Widerstand bestimmter Mitglieder des studentischen Freundeskreises um die Weiße Rose war in starkem Maße christlich motiviert. So wuchsen z. B. von der später als „Ulmer Abiturienten“ bezeichneten Gruppe, die zum Sympathisantenkreis der Weißen Rose gehörte, Hans und Susanne Hirzel in einem evangelischen Pfarrhaus auf; ihr Vater gehörte der Bekennenden Kirche an. Franz J. Müller, Heinrich Guter, Heinz Brenner und Walter Hetzel waren katholisch und gingen in einen freiwilligen Religionsunterricht, nachdem der reguläre in Schulräumen 1941 verboten worden war. Dieser wurde erteilt von Adolf Eisele, einem Pater des Missionsordens der Weißen Väter, der antinationalsozialistisch eingestellt war. Er unterrichtete z. B. mit Texten von Thomas von Aquin und diskutierte mit den Jugendlichen kritische Texte wie z. B. die gegen die NS-Euthanasie gerichteten Predigten des Münsteraner Bischofs Clemens August von Galen und ein Protestschreiben von Galens an die Reichskanzlei. Alexander Schmorell gehörte der russisch-orthodoxen Kirche an.
1940 hatte Otl Aicher den Publizisten Carl Muth, Herausgeber der katholischen Kulturzeitschrift Hochland, kennengelernt und 1941 mit Hans Scholl bekannt gemacht. In seinen Briefen an Muth berichtet Hans Scholl von seinem wachsenden christlichen Glauben. Ein Mentor der Gruppe wurde der Schriftsteller Theodor Haecker. Wiederholt trafen sich Graf, Schmorell und die Geschwister Scholl zu Lesungen aus seinen Werken, beispielsweise aus Der Christ und die Geschichte oder als er am 4. Februar 1942 im größeren Kreis in Manfred Eickemeyers Atelier aus Schöpfer und Schöpfung vortrug. Dort traf sich der Münchner Kreis der „inneren Emigration“. Darunter befanden sich Theodor Haecker, die Schriftsteller Werner Bergengruen und Sigismund von Radecki, der Historiker Alfred von Martin und der Kulturphilosoph Fedor Stepun. Die Mitglieder der Weißen Rose lasen Romano Guardini und gemeinsam Paul Claudels Der Seidenschuh. Die Geschwister Scholl setzten sich mit den Confessiones des Augustinus und Etienne Gilsons Augustinus-Buch auseinander. Mit Georges Bernanos wurde neben Claudel ein weiterer Schriftsteller des Renouveau catholique gelesen und besprochen. Willi Graf zeigt sich als ehemaliger Ministrant und Mitglied zweier illegaler katholischer Bünde fest im katholischen Glauben verwurzelt. Christoph Probst lässt sich unmittelbar vor seinem Tod katholisch taufen. Unter dem Einfluss Carl Muths wenden sich sowohl Hans als auch Sophie Scholl, ursprünglich evangelisch erzogen, einem reformkatholisch geprägten Christentum zu.

„Der Staat soll eine Analogie der göttlichen Ordnung darstellen, und die höchste aller Utopien, die civitas Dei ist das Vorbild, dem er sich letzten Endes nähern soll.“

Haeckers Einfluss wird bis in den Sprachduktus hinein im vierten Flugblatt deutlich:

„Überall und zu allen Zeiten haben die Dämonen im Dunkeln gelauert auf die Stunde, da der Mensch schwach wird, da er seine ihm von Gott auf Freiheit gegründete Stellung im ordo eigenmächtig verläßt, da er dem Druck des Bösen nachgibt, sich von den Mächten höherer Ordnung loslöst und so, nachdem er den ersten Schritt freiwillig getan, zum zweiten und dritten und immer mehr getrieben wird mit rasend steigender Geschwindigkeit […]
Gibt es, so frage ich Dich, der Du ein Christ bist, gibt es in diesem Ringen um die Erhaltung Deiner höchsten Güter ein Zögern, ein Spiel mit Intrigen, ein Hinausschieben der Entscheidung in der Hoffnung, daß ein anderer die Waffen erhebt, um Dich zu verteidigen? Hat Dir nicht Gott selbst die Kraft und den Mut gegeben zu kämpfen? Wir müssen das Böse dort angreifen, wo es am mächtigsten ist, und es ist am mächtigsten in der Macht Hitlers.“

## Aktionen

### Flugblätter
Nach den Erfahrungen an der Front des Zweiten Weltkriegs und den Berichten von Freunden über Massenmorde in Polen und Russland genügten ihnen Lesen und Diskutieren allein nicht mehr. Im Juni 1942 handelten Alexander Schmorell und Hans Scholl. Die ersten vier Flugblätter wurden im Sommer 1942 verfasst und anonym mit der Post an Intellektuelle im Raum München verschickt.
Vom 23. Juli bis 30. Oktober 1942 mussten Graf, Scholl und Schmorell als Sanitäter an die Ostfront. Nach ihrer Rückkehr nahmen die Studenten ihre Widerstandstätigkeit wieder auf. Das fünfte Flugblatt „Aufruf an alle Deutsche!“ wurde Ende Januar 1943 durch Kurierfahrten in mehreren süddeutschen und auch in einigen österreichischen Städten verteilt. Mit Blick auf studentische Proteste nach einer Rede von Gauleiter Paul Giesler am 13. Januar 1943 und die verlorene Schlacht von Stalingrad wurde das sechste Flugblatt verfasst. Bei dessen Verteilung wurden Hans und Sophie Scholl am 18. Februar 1943 gefasst.
Mit den Flugblättern sollte Widerstand gegen die nationalsozialistische Herrschaft geweckt und eine geistige Erneuerung angeregt werden. Ihre Zukunftsvision war ein föderalistisches Deutschland in einem vereinten Europa nach dem Krieg.

### Parolen an Wänden
In drei Nächten im Februar 1943 brachten Hans Scholl, Alexander Schmorell und Willi Graf Freiheitsparolen an Wänden von Gebäuden an. Sie verwendeten dabei schwarze Teerfarbe und eine von Schmorell angefertigte Schablone. Am 4. und am 9. Februar 1943 schrieben sie mit großen Buchstaben mehrmals „Freiheit“ und „Nieder mit Hitler“ an den Eingang des Universitätsgebäudes. Am 16. Februar schrieben sie am Marienplatz und am Viktualienmarkt die Parole „Massenmörder Hitler“ und durchgestrichene Hakenkreuze an etwa 30 Gebäudewände.

### Ausweitung des Widerstands
In der Schlussphase ihres Bestehens versuchte die Weiße Rose über Falk Harnack ihre Kontakte zu weiteren Widerstandsgruppen bis in die Reichshauptstadt Berlin und zu systemoppositionellen Kreisen der Wehrmacht auszuweiten.

## Verfolgung, Verhaftung und Verurteilung

### Verfolgung
Die Gestapo erteilte bereits im Juni 1942 dem Kriminalsekretär Robert Mohr den Auftrag Untersuchungen zu den ersten vier Flugblättern der Weißen Rose durchzuführen, die als „staatsfeindliche Bestrebungen“ gesehen wurden. Diese Nachforschungen blieben erfolglos und wurden eingestellt, als wegen des Fronteinsatzes der Studenten zunächst keine weiteren Flugblätter mehr auftauchten.
Am 29. Januar setzte die Gestapo wegen der erneut verteilten Flugblätter eine wieder von Mohr geleitete Sonderkommission in München ein. Kriminaltechnische Analysen ergaben etwa eine Woche später, dass alle Flugblätter auf ein und derselben Maschine geschrieben, und die Matrizen auf der gleichen Maschine wie die „bekannten Flugblätter der sogenannten Weißen Rose“ getippt worden waren. Die Inschriftenaktion vom 3. auf den 4. Februar löste eine Großfahndung aus, eine Belohnung von 1000 RM wurde ausgesetzt. Der wegen seiner Gesinnung verdächtige Bibliothekar Dr. Max Stefl, dem man aufgrund seiner Bildung und Nähe zur Universität die Urheberschaft zutraute, wurde unter Beobachtung gestellt. Am 11. Februar meldet der Leiter der Münchener Gestapo, Oswald Schäfer, das Scheitern der Fahndung an das Reichssicherheitshauptamt. Weitere Inschriftenaktionen am 8. und 9. sowie 15. und 16. Februar lenkten die Aufmerksamkeit verstärkt auf die Universität.
Am 17. Februar legten die Fahnder daher die beiden zuletzt aufgetauchten Flugblätter dem Münchner Gräzisten Richard Harder für ein Eilgutachten vor, von dem man sich mehr Informationen über die offenbar akademisch gebildeten Verfasser versprach; wenig später erhielt er auch die vier älteren. Harder geht in seinem Gutachten aus von einem „außergewöhnlich hohen Niveau. Es spricht ein Mensch, der die deutsche Sprache vollendet meistert, der seinen Gegenstand bis zur letzten Klarheit durchdacht hat.“ Natürlich fällt sein Urteil im nationalsozialistischen Sinn negativ aus: „[S]ie will (und kann) in breiteren Kreisen der Soldaten oder Arbeiter keinen Widerhall finden.“

### Verhaftung

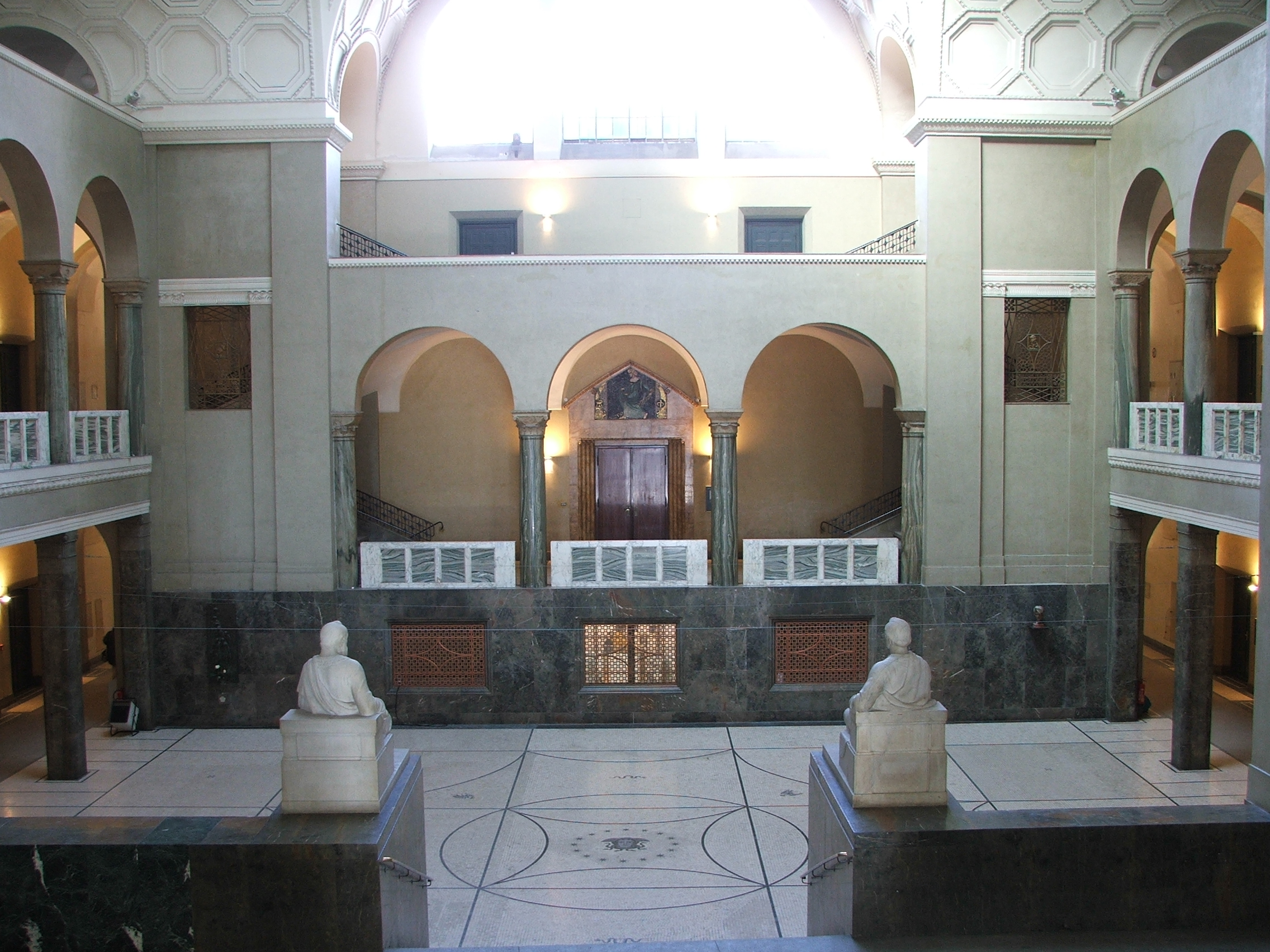
Lichthof der LMU

In der Nacht vom 15. auf den 16. Februar 1943 verteilte die Gruppe 800 bis 1200 Flugblätter in München. Am 18. Februar kamen Hans und Sophie Scholl gegen 10:45 Uhr durch den Haupteingang in das Universitätsgebäude. Sie trugen einen rotbraunen Koffer und eine Aktentasche, beide gefüllt mit dem sechsten Flugblatt und einer kleinen Menge des fünften. Die Geschwister legten die Flugblätter vor den noch geschlossenen Hörsälen und in den Gängen stoßweise aus. Als sie schon am rückwärtigen Ausgang Amalienstraße waren, kehrten sie um und liefen in den ersten Stock, wo sie nochmals Flugblätter ablegten. Dann rannten sie in den zweiten Stock, von wo Sophie den Rest der Flugblätter über die Brüstung in den Lichthof der Münchener Universität warf. Dabei wurden die beiden vom Hörsaaldiener Jakob Schmid entdeckt und von diesem (und anderen) so lange festgehalten, bis die Gestapo eintraf.
Hans und Sophie Scholl wurden nach ihrer Festnahme zum Wittelsbacher Palais, der Gestapo-Zentrale, transportiert und dort getrennt bis zum 21. Februar vernommen. Noch am 18. Februar wurden auch Willi Graf und seine Schwester Anneliese verhaftet. Hans Scholl hatte bei seiner Festnahme einen handschriftlichen Flugblattentwurf von Christoph Probst bei sich, sodass auch dieser am 21. Februar in Innsbruck festgenommen und angeklagt wurde. Kurz danach veröffentlichten die Zeitungen Fahndungsaufrufe nach Alexander Schmorell. Er wurde nach mehrtägiger Flucht am 24. Februar in München erkannt, denunziert und verhaftet. Kurt Huber geriet am 26. Februar 1943 in Haft.

### Prozesse

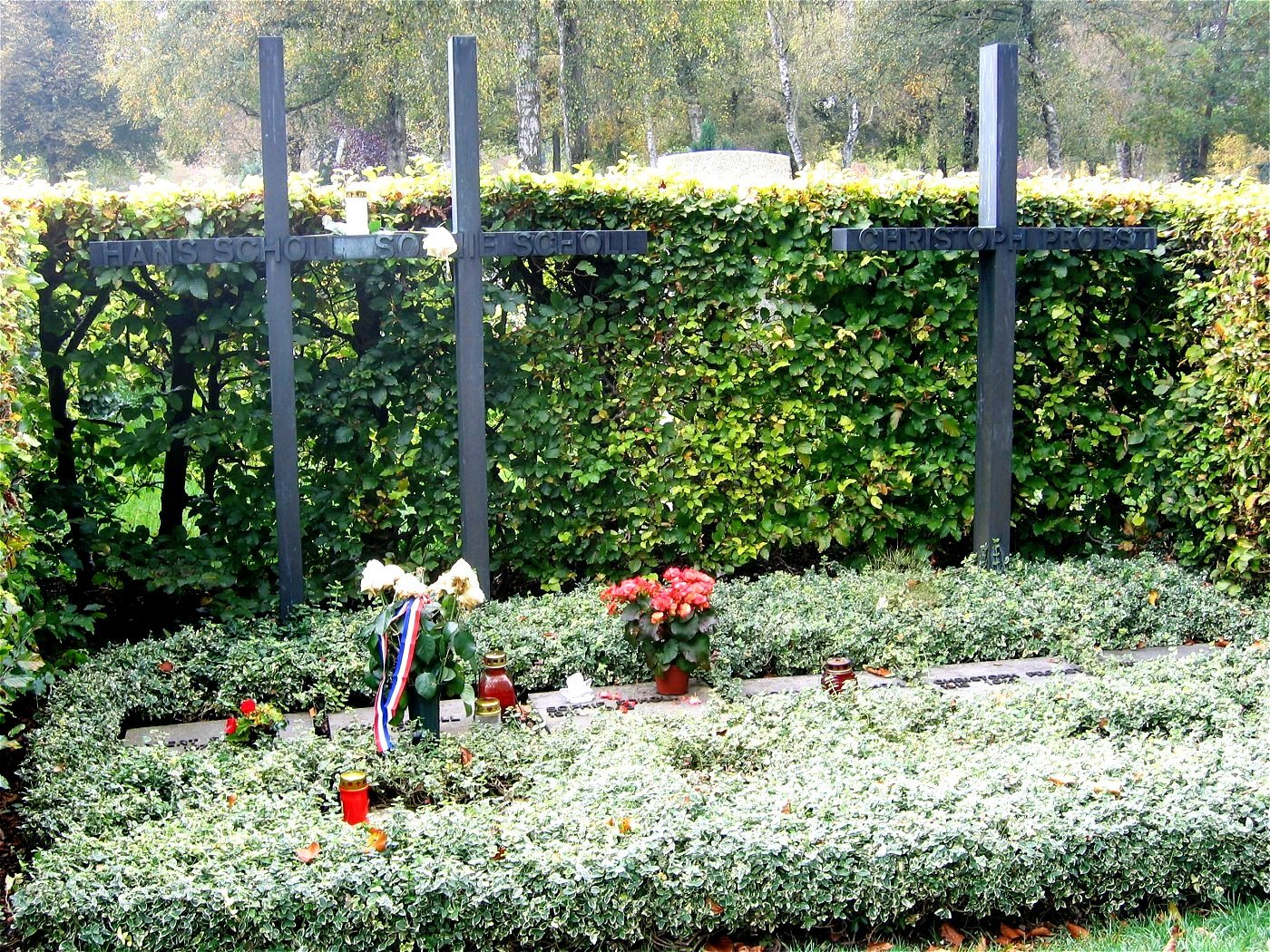
Grab von Sophie Scholl, Hans Scholl und Christoph Probst auf dem Münchener Friedhof am Perlacher Forst

Die Geschwister Scholl und Christoph Probst wurden am 22. Februar 1943 zum Tode verurteilt. Das Urteil wurde am selben Tag vom Henker Johann Reichhart durch das Fallbeil vollstreckt. Kurz vor ihrem Tod sahen die Geschwister Scholl ihre Eltern ein letztes Mal. Christoph Probst hat seine Familie nicht mehr wiedersehen dürfen.
Kurt Huber, Willi Graf und Alexander Schmorell wurden am 19. April 1943 ebenfalls zum Tode verurteilt. Kurt Huber und Alexander Schmorell wurden am 13. Juli 1943 im Gefängnis München-Stadelheim enthauptet. Willi Graf starb am 12. Oktober 1943 ebenfalls durch das Fallbeil, nachdem die Gestapo über Monate hinweg vergeblich versucht hatte, aus ihm weitere Namen aus dem Umfeld der Weißen Rose herauszupressen.
Alle Urteile gegen Personen der Weißen Rose wurden 1998 durch das Gesetz zur Aufhebung nationalsozialistischer Unrechtsurteile in der Strafrechtspflege aufgehoben und für rechtswidrig erklärt.

## Reaktionen
Die Hoffnung der Weißen Rose, dass die Katastrophe von Stalingrad in Deutschland offenen Widerstand gegen das Regime entfachen würde, erfüllte sich nicht. Die nationalsozialistische Propaganda benutzte die Niederlage im Gegenteil, um die Bevölkerung auf den „totalen Krieg“ einzuschwören. Am 18. Februar 1943, dem Tag der Verhaftung der Scholls, hielt Propagandaminister Joseph Goebbels unter dem Jubel seiner Zuhörer seine Sportpalastrede.
Als am 22. Februar 1943 die Hinrichtung der Geschwister Scholl und Christoph Probsts bekannt gegeben wurde, fand abends in der Universität eine große Versammlung Münchener Studenten statt. Sie protestierten gegen die „Verräter aus ihren Reihen“ und bejubelten Jakob Schmid, der sie festgesetzt hatte (siehe Details). Am 23. Februar 1943 veröffentlichten der Völkische Beobachter und die Münchener Neueste Nachrichten kurze Notizen über die Verhaftung und Hinrichtung einiger „degenerierte[r] Einzelgänger“.
Deutsche Zeitungen berichteten, meist in kurzen Artikeln, über die Verhaftung und Bestrafung weiterer Personen. Am 15. März 1943 dokumentierte ein Bericht des SS-Sicherheitsdiensts, dass Gerüchte um die Flugblätter „beträchtliche Unruhe“ unter der Bevölkerung auslösten. Besonders besorgt zeigte sich der Bericht über die Tatsache, dass die Flugblätter nicht mehr so zuverlässig bei den Behörden abgeliefert würden wie bisher. Bis zum Ende des Zweiten Weltkriegs wurden Personen aus dem Kreis der Freunde und Unterstützer verfolgt.
Am 18. April 1943 publizierte die New York Times einen Artikel unter der Überschrift Signs of strain seen in German populace („Anzeichen von Spannung in der deutschen Bevölkerung“) und erwähnt den Widerstand der Studenten in München. Die New York Times veröffentlichte am 29. März und 25. April 1943 weitere Artikel über den ersten Prozess unter dem Titel Nazis Execute 3 Munich Students For Writing Anti-Hitler Pamphlets („Nazis richten drei Münchener Studenten wegen Anti-Hitler-Flugblättern hin“) und Germans Clinging to Victory Hope in Fear of Reprisals („Deutsche klammern sich aus Furcht vor Vergeltung an den Sieg“). Auch wenn nicht alle Informationen über den Widerstand, die Prozesse und die Urteile korrekt waren, stellen diese Artikel die ersten Nachrichten über die Weiße Rose in den Vereinigten Staaten dar.
Am 27. Juni 1943 äußerte sich der Schriftsteller Thomas Mann in seiner monatlichen Sendung Deutsche Hörer! über die BBC bewundernd über den Mut der Münchener Studenten. Die sowjetische Rote Armee verbreitete hinter der deutschen Front ein Propagandaflugblatt „Senkt die Fahnen über frischen Gräbern deutscher Freiheitskämpfer!“ zu Ehren der Studenten, das später fälschlich dem Nationalkomitee Freies Deutschland zugeschrieben wurde.
Der Text des sechsten Flugblatts der Weißen Rose wurde von Helmuth James Graf von Moltke über Skandinavien nach Großbritannien geschmuggelt. Im Juli 1943 wurde das Flugblatt – unter dem Titel „Ein deutsches Flugblatt“ und mit ergänzten Hinweisen – von Flugzeugen der Royal Air Force über sechs deutschen Städten abgeworfen:  Berlin, Dortmund, Düsseldorf, Köln, Münster und Weimar. Nach Angaben auf dem Flugblatt warfen die britischen Flugzeuge die Flugblätter „zugleich mit ihren Bomben“ und „in Millionen von Exemplaren“ ab. Der Widerstand der Weißen Rose wurde somit vielen Deutschen schon während des Krieges bekannt.

## Würdigung
Die Würdigung der Weißen Rose ist umfangreich und vielschichtig. Die Weiße Rose Stiftung und mehrere DenkStätten haben als Fokus das Gedenken, das Weisse Rose Institut die Erforschung. Ebenso sind viele Plätze, Straßen und Schulen nach Personen der Weißen Rose benannt. Für Willi Graf wurde eine Gedenkstätte in der Nähe seines Ehrengrabs eingerichtet. Alexander Schmorell wurde heiliggesprochen.
Die Gruppe und ihr Wirken wurden auch vielfach in Filmen, musikalischen Werken und Hörbüchern rezipiert.